# 青木政代
青木 政代（あおき まさよ、1935年（昭和10年）12月9日 - ）は、日本の元競泳選手。現姓は東。

## 経歴
和歌山県伊都郡高野口町（現橋本市）出身。九度山町立九度山小学校卒業。
和歌山県立伊都高等学校在学中、1952年ヘルシンキオリンピックで競泳日本代表として女子200m平泳ぎに出場したが予選落ちに終わった。
1954年アジア競技大会では女子200m平泳ぎに出場し優勝した。
高校卒業後は、帝塚山学院短期大学を経て三冷社に入社。1958年アジア競技大会では主将として出場し、女子100m平泳ぎで準優勝した。